# Фриц, Марк
Марк Фриц (англ. Mark Fritz, 5 мая 1956 года) — американский корреспондент, бо́льшую
часть своей карьеры проработавший в Associated Press и удостоенный Пулитцеровской премии за международный репортаж в 1995 году.

## Биография
Марк Фриц родился в Ист-Чикаго и окончил Государственный университет Уэйна. К 1978 году он переехал в Мичиган, чтобы начать работу в Kalamazoo Gazette. Через шесть лет 29-летнего репортёра пригласили в штат Associated Press в Детройте. До 1990 года Фриц успел поработать локальным корреспондентом информационного бюро в мичиганском Гранд-Рапидс и международным корреспондентом в Нью-Йорке. Позднее Фрица направили в Восточный Берлин, где он освещал объединение Германии.
В 1993—1994 годах Фриц работал в столице Кот-д’Ивуара Абиджане. Кроме того, он освещал Войну в Персидском заливе, распад Советского Союза, войны в Руанде, Сомали, Чечне и Либерии. Он был одним из журналистов, обнаруживших последствия геноцида в деревне Карубамба. Серия материалов, освещавших этническое насилие и чистки в регионе Руанды, была отмечена Пулитцеровской премией годом позднее. Его работы были отобраны для сборника «Лучшее журналистское письмо. 1995» (англ. Best Newspaper Writing: 1995), а также  вошли в антологию «101 шедевр: грандиозная книга журналистики» (англ. 101 Masterpieces: The Mammoth Book of Journalism). В этом же году журналист был удостоен Премии Джесси Лавентола.
Летом 1994 года Фриц переехал в Нью-Йорк и сосредоточился на освещении национальной повестки. К 2002 году он также вёл в Boston Globe колонку «Тайная история», основанную на рассекреченных документах Второй мировой войны, писал для Los Angeles Times и Wall Street Journal. В 2004 году Фриц выступал представителем Международного комитета спасения в Дарфуре.
В 1999 году первая книга Фрица «Затерянные на Земле: Кочевники Нового Света» (англ. Lost on Earth: Nomads of the New World. Boston) получила книжную премию Salon. Кроме того, Фриц опубликовал роман «Постоянный дедлайн» (англ. Permanent Deadline).